# 弗拉基米尔·维克托罗维奇·维诺格拉多夫
弗拉基米尔·维克托罗维奇·维诺格拉多夫（俄语：Влади́мир Ви́кторович Виногра́дов，1955年9月19日—2008年6月29日），俄罗斯商人，为七大银行寡头的成员。1988年成立了莫斯科国际商业银行。2001年被俄罗斯联邦审计院指控非法转移资产。2008年因中风去世。